# Руське Село (Воєводина)
Руське Село (серб. Руско Село) — село в Сербії, належить до общини Кікинда Північно-Банатського округу в багатоетнічному, автономному краю Воєводина. Розташоване в історико-географічній області Банат. 

## Населення
Населення села становить 3400 осіб (2002, перепис), з них:
- серби — 1880 — 56,49%;
- мадяри — 1181 — 35,48%;

Решту жителів  — з десяток різних етносів, зокрема: хорвати, роми, македонці і два десятки русинів-українців.